# 2e cérémonie des Detroit Film Critics Society Awards
La 2e cérémonie des Detroit Film Critics Society Awards, décernés par la Detroit Film Critics Society, a eu lieu le 19 décembre 2008, et a récompensé les films réalisés dans l'année.

## Palmarès

### Meilleur film
- Slumdog Millionaire
  - The Dark Knight : Le Chevalier noir (The Dark Knight)
  - Frost/Nixon
  - WALL-E
  - The Wrestler

### Meilleur réalisateur
- Danny Boyle pour Slumdog Millionaire
  - Ron Howard pour Frost/Nixon
  - Darren Aronofsky pour The Wrestler
  - Christopher Nolan pour Les Noces rebelles (Revolutionary Road)
  - Andrew Stanton pour WALL-E

### Meilleur acteur
- Mickey Rourke pour le rôle de Randy "Ram" Robinson dans The Wrestler
  - Josh Brolin pour le rôle de George W. Bush dans W. : L'Improbable Président (W.)
  - Leonardo DiCaprio pour le rôle de Frank Wheeler dans Les Noces rebelles (Revolutionary Road)
  - Frank Langella pour le rôle de Richard Nixon dans Frost/Nixon
  - Sean Penn pour le rôle de Harvey Milk dans Harvey Milk (Milk)

### Meilleure actrice
- Kate Winslet pour le rôle d'April Wheeler dans Les Noces rebelles (Revolutionary Road)
  - Anne Hathaway pour le rôle de Kym dans Rachel se marie (Rachel Getting Married)
  - Sally Hawkins pour le rôle de Poppy dans Be Happy (Happy-Go-Lucky)
  - Melissa Leo pour le rôle de Ray Eddy dans Frozen River
  - Meryl Streep pour le rôle de la Sœur Aloysious Beauvier dans Doute (Doubt)

### Meilleur acteur dans un second rôle
- Heath Ledger pour le rôle du Joker dans The Dark Knight : Le Chevalier noir (The Dark Knight) (à titre posthume)
  - Robert Downey Jr. pour le rôle de Kirk Lazarus dans Tonnerre sous les Tropiques (Tropic Thunder)
  - James Franco pour le rôle de Saul Silver dans Délire Express (Pineapple Express)
  - Eddie Marsan pour le rôle de Scott dans Be Happy (Happy-Go-Lucky)
  - Michael Shannon pour le rôle de John Givings dans Les Noces rebelles (Revolutionary Road)

### Meilleure actrice dans un second rôle
- Marisa Tomei pour le rôle de Cassidy dans The Wrestler
  - Amy Adams pour le rôle de la Sœur James dans Doute (Doubt)
  - Elizabeth Banks pour le rôle de Laura Bush dans W. : L'Improbable Président (W.)
  - Penélope Cruz pour le rôle de María Elena dans Vicky Cristina Barcelona
  - Rosemarie DeWitt pour le rôle de Rachel dans Rachel se marie (Rachel Getting Married)

### Meilleure distribution
- Frost/Nixon
  - Burn After Reading
  - Rachel se marie (Rachel Getting Married)
  - The Dark Knight : Le Chevalier noir (The Dark Knight)
  - Tonnerre sous les tropiques (Tropic Thunder)

### Révélation de l'année
- Martin McDonagh – Bons baisers de Bruges (In Bruges) (scénario et réalisation)
  - Rosemarie DeWitt – Rachel se marie (Rachel Getting Married) (actrice)
  - Rebecca Hall – Frost/Nixon et Vicky Cristina Barcelona (actrice)
  - Danny McBride – Délire Express (Pineapple Express) (acteur)
  - Dev Patel – Slumdog Millionaire (acteur)
  - Catinca Untaru – The Fall (actrice)